# Rifiano
Riffian tiếng Đức) hoặc Rifiano tiếng Ý) là một đô thị ở tỉnh Bolzano-Bozen trong vùng Trentino-Alto Adige/Südtirol của Ý, có vị trí cách khoảng 70 km về phía bắc của Trento và khoảng 25 km về phía tây bắc của Bolzano. Tại thời điểm ngày 31 tháng 12 năm 2004, đô thị này có dân số 1.193 người và diện tích là 35,8 km².
Đô thị Riffian có các frazioni (các đơn vị cấp dưới, chủ yếu là các làng) Magdfeld and Vernurio.
Riffian giáp các đô thị: Kuens, Moos in Passeier, St. Leonhard in Passeier, St. Martin in Passeier, Schenna, và Tirol.